# STP-Press
A STP-Press é uma agência noticiosa são-tomense, cuja sede está situada em São Tomé.

## História
A agência foi constituída em 1985, e é membro da Aliança das Agências de Informação de Língua Portuguesa e da Federação Atlântica das Agências de Notícias Africanas.